# 鈴峯紅也
鈴峯 紅也（すずみね こうや、1964年 - ）は日本の小説家。約20年のライター生活を経て、2015年に「警視庁公安J」で警察小説作家としてデビュー。翌年には「警視庁組対特捜K」を刊行。他の著書に「警視庁監察官Q」がある。
2017年『警視庁公安J』にて、徳間文庫大賞を受賞。

## 著書

### 警視庁公安・J(Jシリーズ)
主人公は警視庁公安部の小日向純也
- 『警視庁公安J』徳間書店〈徳間文庫〉、2015年12月。
- 『警視庁公安J マークスマン』徳間書店〈徳間文庫〉、2016年5月。
- 『警視庁公安J ブラックチェイン』徳間書店〈徳間文庫〉、2017年3月。
- 『警視庁公安J オリエンタル・ゲリラ』徳間書店〈徳間文庫〉、2017年11月。
- 『警視庁公安J シャドウ・ドクター』徳間書店〈徳間文庫〉、2018年11月。
- 『警視庁公安J ダブルジェイ』徳間書店〈徳間文庫〉、2020年6月。
- 『警視庁公安J クリスタル・カノン』徳間書店〈徳間文庫〉、2022年2月。
- 『警視庁公安J アーバン・ウォー』徳間書店〈徳間文庫〉、2024年3月。

### 警視庁組対特捜・K(Kシリーズ)
主人公は組織犯罪対策部の東堂絆
- 警視庁組対特捜K
- 警視庁組対特捜K サンパギータ
- 警視庁組対特捜K キルワーカー
- 警視庁組対特捜K バグズハート
- 警視庁組対特捜K ゴーストライダー
- 警視庁組対特捜K ブラザー
- 警視庁組対特捜K パーティーゲーム
- 警視庁組対特捜K デス・パレード

### 警視庁監察官・Q(Qシリーズ)
主人公は警務部監察官・小田垣観月
- 『警視庁監察官Q』朝日新聞出版〈朝日文庫〉、2017年9月。
- 『警視庁監察官Q メモリーズ』朝日新聞出版〈朝日文庫〉、2019年8月。
- 『警視庁監察官Q ストレイドッグ』朝日新聞出版〈朝日文庫〉、2021年9月。
- 『警視庁監察官Q ZERO』朝日新聞出版〈朝日文庫〉、2023年7月。
- 『警視庁監察官Q フォトグラフ』朝日新聞出版〈朝日文庫〉、2023年8月。

### 警視庁浅草東署 Strio(エストリオ)
Sトリオとは主人公・新海悟、新海の旧友で的屋の瀬川藤太、やはり旧友で政治家秘書の坂崎和馬、この3人の苗字の頭文字・新海(Shinkai)・瀬川(Segawa)・坂崎(Sakazaki)のこと。
- 警視庁浅草東署 Strio
- 警視庁浅草東署 Strio　トイル
- 警視庁浅草東署 Strio　トゥモロー

### サン＆ムーン 警視庁特別捜査係
・タイトルの「サン＆ムーン」は、警視庁刑事総務課刑事指導係所属の主任警部補・「日向英生」と彼の息子で湾岸署刑事組織犯罪対策課強行犯係所属の巡査・「月形涼真」の事。
- 『警視庁特別捜査係サン＆ムーン』小学館〈小学館文庫〉、2021年3月。
- 『警視庁特別捜査係サン＆ムーン2 桜人』小学館〈小学館文庫〉、2023年2月。